# Fallosquilla
Fallosquilla is een geslacht van kreeftachtigen uit de klasse van de Malacostraca (hogere kreeftachtigen).

## Soort
- Fallosquilla fallax (Bouvier, 1914)